# Таконајт (Минесота)
Таконајт (енгл. Taconite) град је у америчкој савезној држави Минесота.

## Демографија
По попису из 2010. године број становника је 360, што је 45 (14,3%) становника више него 2000. године.
| Група             | 2000.       | 2010.       |
| Белци             | 299 (94,9%) | 324 (90,0%) |
| Афроамериканци    | 0 (0,0%)    | 4 (1,1%)    |
| Азијати           | 2 (0,6%)    | 0 (0,0%)    |
| Хиспаноамериканци | 1 (0,3%)    | 4 (1,1%)    |
| Укупно            | 315         | 360         |